# The Brisks
Cet article possède un paronyme, voir Brisk.
The Brisks est un groupe espagnol de pop, originaire de Ceuta. Actif dans les années 1960 jusqu'en 2004, le groupe jouait de la pop avec des influences rock, soul, jazz, twist et bien d'autres.

## Histoire
Formé à Ceuta en 1962 par un groupe d'étudiants, le groupe se produit sur la scène locale sous le nom de Halógenos. Après de nombreux concerts dans leur ville natale, ils trouvent un manager et la première décision est de changer le nom du groupe en The Brisk Boys, qui devient ensuite The Brisks (bien qu'ils aient aussi été crédités comme simplement The Brisk). Après un changement de chanteur, ils commencent à faire des tournées nationales dans de nombreuses villes : Torremolinos, Saragosse, et Costa Brava. Ils enregistrent leur premier album à Barcelone, et c'est à ce moment-là qu'un nouveau changement de chanteur a lieu et que Julián Granados rejoint le groupe, venant du groupe Los Ángeles Azules et plus tard Los Buenos.
La percée internationale se fait dans des pays voisins comme le Maroc et le Portugal, mais ils continuent de se produire en Espagne. Ils interprètent des reprises espagnoles de chansons des The Beatles telles que All My Loving (Todo Mi Amor) ou Can't Buy My Love (No Puedes Comprar Mi Amor), étant l'un des premiers groupes espagnols à faire ce qui deviendra une pratique courante parmi les groupes de pop en Espagne. Dans le groupe, leur chanteur les quitte à nouveau et au début des années 1970, le groupe a Pedro Ruy Blas au micro, qui venait du groupe légendaire Los Canarios, remplaçant Teddy Bautista pendant qu'il faisait son service militaire. Avec lui, ils tournent à nouveau en Espagne et au Maroc, mais le succès du chanteur solo le pousse à quitter le groupe.
Au cours de son existence, le groupe joue avec des figures importantes de la scène musicale espagnole, telles que Conchita Velasco, Raphael et Rocío Dúrcal. Le groupe se sépare dans les années 1970. Dans la deuxième décennie des années 1970, deux des premiers membres, Julio Rey et José García, font revivre le groupe avec deux autres nouveaux membres. Ils interprètent des chansons populaires du répertoire espagnol et d'anciennes chansons revisitées, et parviennent à sortir deux nouveaux albums, même si rien n'est plus jamais comme avant. Les membres de la nouvelle formation étaient déjà plus âgés et avaient une vie et un emploi stables, de sorte que le groupe était davantage considéré comme un simple divertissement.
Au XXIe siècle, les représentations ont été réduites à un niveau local dans la ville de Fuengirola, où les membres du groupe s'étaient installés, mais la mort de l'un des membres fondateurs, Julio Rey, en 2004, met fin au groupe pour de bon. Aujourd'hui, des groupes comme Los 5 Ibéricos leur rendent hommage en enregistrant deux reprises en 2002.

## Discographie

### EP et singles
- Todo mi Amor / Dinero / No puedes comprar mi amor / 5,4,3,2,1
- Twist and Shout / Un Diablo Disfrazado / Para Ti / ¿Quieres Saber un Secreto?
- Pepe será Papá / Como siempre / Nadie Respondió / Baby Ye-ye
- Temblorcito / Goodbye, Goodbye, Goodbye / Aleluya Surf / El Juego del Amor
- El Cochecito/Esperando / Por tu Amor / Un nuevo Amor
- Acción / Si Mañana Será Así / La Corrida / Ven, Ven, Ven
- Acción / Paseando con mi Ángel
- Wooly Bully / Un Nuevo Amor / 2 1 3 4
- Temperamento / Reír, Reír, Reír
- Maria Cristina / El Mismo Problema / Sansón Chico Ye-ye / Me Vas a Arruinar
- Algo Bueno me va a Pasar / Me siento Solo / Wooly Bully / No, No, No
- Oso Corredor / Solos los Dos / Ve con Él / Quiero Decirte
- Stone Free / Someone / Hold My Hand / People

### Compilations et anthologies
- 1985 : The Brisks Vol 1 (Aligator)
- 1985 : The Brisks Vol 2 (Aligator)
- 1985 : The Brisks Vol 3 (Aligator)
- 1985 : The Brisks Vol 4 (Aligator)
- 1985 : The Brisks Vol 5 (Aligator)
- 1994 : ¿Recuerdas...? (Cocodrilo Records)
- 1998 : Nuevos Caminos (Cocodrilo Records)
- 1999 : Singles Collection  (Arcade).
- 2003 : The Brisks (avec The Rocking Boys) (Divucsa)

### Collaborations
- 1965 : El Soul es una droga! Vol 2. (Spanish Soul Style)
- 1978 : Rock de los 60 (Olimpo).
- 1994 : Sonidos del más acá, volumes 1 et 2.